# Fórmula de reflexión
En matemática, una fórmula de reflexión o relación de reflexión para una función f es una relación entre f(a − x) y f(x). Es por tanto, un caso especial de ecuación funcional, y es muy común en literatura matemática usar el término de «ecuación funcional» para referirse a una «relación de reflexión».
Las fórmulas de reflexión son comúnmente usadas en la cálculo numérico de funciones especiales. En efecto, una aproximación que requiere gran precisión o que únicamente converge para valores mayores (o menores) que el punto reflejado de la función (generalmente en la parte positiva de la mitad del plano complejo), puede ser utilizado para obtener los valores en la parte del dominio para los cuales la función inicial no estaba definida.

## Formulaciones conocidas
Las funciones pares e impares satisfacen relaciones simples de reflexión en torno a a = 0. Para todas las funciones pares,
{\displaystyle f(-x)=f(x),\,\!}
y para todas las funciones impares,
{\displaystyle f(-x)=-f(x).\,\!}
Una famosa relación es la fórmula de reflexión de Euler
{\displaystyle \Gamma (z)\Gamma (1-z)={\frac {\pi }{\sin {(\pi z)}}}\!}
para la función gamma Γ(z), dada por Leonhard Euler.
También hay una fórmula de reflexión general para el n-ésimo orden de la función poligamma ψn(z),
{\displaystyle \psi ^{n}(1-z)+(-1)^{n+1}\psi ^{n}(z)=(-1)^{n}\pi {\frac {d^{n}}{dz^{n}}}\cot {(\pi z)}.\,\!}
La función zeta de Riemann ζ(z) satisface
{\displaystyle {\frac {\zeta (1-z)}{\zeta (z)}}={\frac {2\,\Gamma (z)}{(2\pi )^{z}}}\cos \left({\frac {\pi z}{2}}\right).\,\!}
y la función xi ξ(z) cumple que
{\displaystyle \xi (z)=\xi (1-z).\,\!}